# Душан Котур
Душан Котур (Црквени Бок, код Суње, 10. август 1870 — Београд, 9. март 1936) био је музички педагог, композитор и писац.

## Биографија
После завршене гимназије у Новом Саду и Богословије у Сремским Карловцима дипломирао композицију на Конзерваторијуму у Прагу.
Као први редовни наставник музике у Сремским Карловцима и хоровођа гимназијског и богословског хора, веома је много допринео подизању музичке културе у Војводини. Као одличан познавалац црквене музике, своје је духовне композиције заснивао на традиционалном карловачком појању, не удаљујући се много од оригинала. Компоновао је и световне хорске композиције. Веома је живо било његово учешће у часопису Бранково коло у којем је, поред непосредног помагања у уређивању и администрацији, објавио велик број својих критика, бележака и чланака о савременим српским композиторима и о чешким културним питањима.